# Metonímia
A metonímia (görög szó, magyarul névcsere) olyan szókép (troposz), amely a névátvitelen alapszik: a név térbeli, időbeli, anyagbeli érintkezésen vagy ok–okozati kapcsolaton keresztül más jelentést vesz fel. Stílushatása a két jelentés közti kapcsolaton alapszik. A köznyelv is gyakran él vele és gyakori az irodalmi alkotásokban is, főként a költészetben, de mint módszert alkalmazzák más művészetekben is, például a szobrászatban, a festészetben vagy a filmművészetben.
A metonímia egyik származéka a szinekdoché, amely a rész-egész viszonyt aknázza ki a névátvitelben.
A metonímia szó a „túl” (itt: „megváltozott”) jelentésű görög μετά- szóból ered, amelyhez a „név” jelentésű ὄνυμα szóból származó ωνυμία toldalék kapcsolódik.
A kognitív nyelvészetben a metonímia a megismerés egyik alapvető fajtája, amelyben egy egyedi jellegzetesség valamely komplexebb létezőt helyettesít.

## Példák

### Névcsere térbeli kapcsolat alapján
- Hollywood újabb szenzációs alkotása (= az amerikai filmipar újabb szenzációs alkotása)
- a City tiltakozik a lisszaboni szerződés módosítása ellen (= a brit pénzügyi körök tiltakoznak a lisszaboni szerződés módosítása ellen)
- Brüsszel ezt is eldöntötte (= az Európai Unió vezetősége ezt is eldöntötte)
- Schengenben tartózkodom (= a schengeni övezetben tartózkodom)
- nem történt ilyen Csernobil óta (= nem történt ilyen a csernobili atomerőmű-baleset óta)
- ilyen volt az élet a háború alatt (= ilyen volt az élet a második világháború alatt)
- a Kreml felfüggesztette a tárgyalásokat (= Oroszország v. a Szovjetunió kormánya felfüggesztette a tárgyalásokat)
- ötös asztal fizet (= az ötös asztalnál ülő vendégek fizetnek)
- „S csendes a ház, ah de nincs nyugalma:” (= elcsendesedtek a ház lakói, de nincs nyugalmuk) (Vörösmarty Mihály: Szép Ilonka)
- „Európa csendes” (= az európai népek csendesek) (Petőfi Sándor: Európa csendes, ujra csendes…)

### Névcsere időbeli kapcsolat alapján
- A XIX. század nagyot alkotott. (= a XIX. századi emberek nagyot alkottak)
- „Völgyben űl a gyáva kor” (= völgyben húzódnak meg a mai emberek) (Kölcsey Ferenc: Zrínyi dala)
- A holnap embere. (= a jövő embere)

### Névcsere anyagbeli kapcsolat alapján
- acélt ragad (= kardot ragad)
- Nincs egy vasam sem. (= nincs egy fillérem sem[1])
- betört az üveg (= betört az ablak)
- bakelitet hallgatok (= hanglemezt hallgatok[2])

### Névcsere ok-okozati kapcsolat alapján
- „Mért fáj neked az égő élet?” (= miért fáj neked az égő búza) (Ady Endre: A grófi szérűn)
- jó tollú író (= jól dolgozó író)
- ügyfélszolgálati dolgozók egymásnak: ott jön megint egy probléma (= ott jön megint egy panaszos ügyfél)
- „Ötszáz halál megyen háta után ennek” (= Ötszáz bátor vitéz megyen háta után ennek) (Zrínyi Miklós: Szigeti veszedelem)

### Névcsere rész-egész viszony alapján
- Debrecen nyert három-kettővel. (= a debreceni labdarúgócsapat nyert három-kettővel)
- fejszével esett neki az erdőnek (= fejszével esett neki a fának)
- négy éhes szájat kell etetnem (= négy éhes gyereket kell eltartanom)
- sajtó (= újságok, média, hírközlés)

### Névcsere elvontabb kapcsolat alapján (metalepszis)
- Mennem kell, hogy holnap aranyat leljek. (= mennem kell lefeküdni, hogy holnap korán tudjak kelni)

### Névcsere oda nem illő, hibás, zavart keltő szóra (katakrézis, képzavar)
- Jómagam is a médiumokból értesültem. (= jómagam is a médiából értesültem)